# Elezione del Presidente della Repubblica Italiana del 1978

Risultati XVI Scrutinio: Sandro Pertini (832); Francesco De Martino (9); Amintore Fanfani (7); Giorgio Amendola (4); Normanno Messina (3); Antonio Giolitti (2); Ugo La Malfa (2); Paolo Rossi (2); Voti dispersi (7); Schede nulle (6); Schede bianche (121); Presenti=995; Votanti=995; Astenuti=0; Assenti=16.

L'elezione del presidente della Repubblica Italiana del 1978 si svolse tra il 29 giugno e l'8 luglio.
Presidente uscente è Giovanni Leone, dimessosi il 15 giugno 1978, travolto da accuse poi rivelatesi infondate riguardanti lo scandalo Lockheed e il cui mandato sarebbe scaduto il 29 dicembre; risulta eletto, al XVI scrutinio, Sandro Pertini.

## Informazioni generali

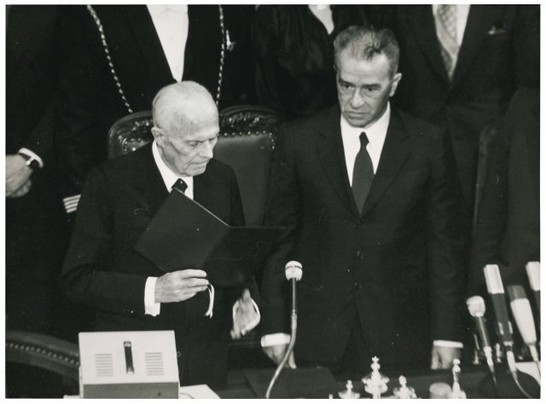
Sandro Pertini giura fedeltà alla Costituzione, al suo fianco il presidente della Camera, Pietro Ingrao

Al I scrutinio, i partiti maggiori votano i loro candidati di bandiera: la Democrazia Cristiana Guido Gonella, il Partito Socialista Pietro Nenni e il Partito Comunista Giorgio Amendola. Al IV scrutinio, quando è sufficiente la metà più uno dei suffragi per risultare eletti, resta in corsa il solo Amendola, mentre democristiani, socialisti, socialdemocratici e repubblicani decidono di astenersi.
Il 2 luglio il segretario socialista Bettino Craxi propone ufficialmente Sandro Pertini alla DC, che risponde di indicare un nome del partito di maggioranza relativa. Il 3 luglio i repubblicani candidano Ugo La Malfa, senza successo. Il 3 luglio Craxi torna alla carica con la DC per un presidente socialista, indicando altri due nomi (Antonio Giolitti e Giuliano Vassalli).
Solo dopo quindici scrutini andati a vuoto, di cui dodici con la maggioranza dei parlamentari che si astengono o votano scheda bianca, la pressione dell'opinione pubblica spinge il segretario della DC Benigno Zaccagnini ad accettare la candidatura di Sandro Pertini. Su tale nome si accodano anche gli altri partiti del cosiddetto "fronte costituzionale" (PCI, PSDI, PRI, PLI) e Pertini risulta eletto l'8 luglio 1978, al 16º scrutinio, con 832 voti su 995, corrispondenti all'82,3%, la più larga maggioranza nella storia della Repubblica Italiana. Pertini presta giuramento il 9 luglio.

## L'assemblea elettrice

### Composizione dell'assemblea
| Partito                            | Partito                                 | Deputati | Senatori | Delegati regionali | Totale |
| ---------------------------------- | --------------------------------------- | -------- | -------- | ------------------ | ------ |
|                                    | Democrazia Cristiana                    | 263      | 137      | 21                 | 421    |
|                                    | Partito Comunista Italiano              | 220      | 99       | 17                 | 336    |
|                                    | Partito Socialista Italiano             | 57       | 31       | 7                  | 95     |
|                                    | Democrazia Nazionale                    | 17       | 9        | 1                  | 27     |
|                                    | Partito Socialista Democratico Italiano | 15       | 8        | 3                  | 26     |
|                                    | Sinistra Indipendente                   | 8        | 18       | —                  | 26     |
|                                    | Movimento Sociale Italiano              | 17       | 6        | 2                  | 25     |
|                                    | Partito Repubblicano Italiano           | 14       | 7        | 2                  | 23     |
|                                    | Partito Liberale Italiano               | 5        | 3        | 2                  | 10     |
|                                    | PdUP-DP                                 | 6        | —        | 1                  | 7      |
|                                    | Südtiroler Volkspartei                  | 3        | 2        | 1                  | 6      |
|                                    | Partito Radicale                        | 4        | —        | —                  | 4      |
|                                    | Union Valdôtaine                        | —        | 1        | 1                  | 2      |
|                                    | Indipendenti                            | 1        | 2        | —                  | 3      |
| Totale grandi elettori             | Totale grandi elettori                  | 630      | 323      | 58                 | 1011   |
| Fonti: L'Unità La Stampa Il Popolo |                                         |          |          |                    |        |

## L'elezione

### Preferenze per Sandro Pertini
| Scrutinio | Voti | Percentuale |
| --------- | ---- | ----------- |
| I         | 0    | 0%          |
| II        | 0    | 0%          |
| III       | 5    | 0,5%        |
| IV        | 4    | 0,5%        |
| V         | 6    | 0,6%        |
| VI        | 10   | 1%          |
| VII       | 4    | 0,4%        |
| VIII      | 0    | 0%          |
| IX        | 0    | 0%          |
| X         | 2    | 0,2%        |
| XI        | 0    | 0%          |
| XII       | 0    | 0%          |
| XIII      | 0    | 0%          |
| XIV       | 3    | 0,3%        |
| XV        | 5    | 0,5%        |
| XVI       | 832  | 82,3%       |

### I scrutinio
Per la nomina è richiesta una maggioranza di due terzi dei 1011 membri dell'Assemblea.
| Dati votazione | Dati votazione     |    | Nome             | Nome | Voti |
| -------------- | ------------------ | -- | ---------------- | ---- | ---- |
| Presenti       | 992                |    | Guido Gonella    | 392  |      |
| Votanti        | 992                |    | Giorgio Amendola | 339  |      |
| Astenuti       | 0                  |    | Pietro Nenni     | 88   |      |
| Maggioranza    | 674                |    | Luigi Condorelli | 26   |      |
|                |                    |    | Ferruccio Parri  | 20   |      |
|                | Carlo Alfredo Moro | 6  |                  |      |      |
|                | Camilla Cederna    | 4  |                  |      |      |
|                | Eleonora Moro      | 3  |                  |      |      |
|                | Paolo Rossi        | 3  |                  |      |      |
|                | Umberto Terracini  | 3  |                  |      |      |
|                | Enzo Bettiza       | 2  |                  |      |      |
|                | Benigno Zaccagnini | 2  |                  |      |      |
|                | Voti dispersi      | 6  |                  |      |      |
|                | Schede bianche     | 79 |                  |      |      |
|                | Schede nulle       | 19 |                  |      |      |

Poiché nessun candidato raggiunge il quorum richiesto, si procede al II scrutinio.
Tra i voti dispersi sono presenti voti per Giorgio Almirante, Giulio Andreotti, Ines Boffardi, Bernardo D'Arezzo, Francesco De Martino e Amintore Fanfani.

### II scrutinio
Per la nomina è richiesta una maggioranza di due terzi dei 1011 membri dell'Assemblea.
| Dati votazione | Dati votazione     |    | Nome             | Nome | Voti |
| -------------- | ------------------ | -- | ---------------- | ---- | ---- |
| Presenti       | 983                |    | Guido Gonella    | 383  |      |
| Votanti        | 983                |    | Giorgio Amendola | 337  |      |
| Astenuti       | 0                  |    | Pietro Nenni     | 86   |      |
| Maggioranza    | 674                |    | Luigi Condorelli | 27   |      |
|                |                    |    | Ferruccio Parri  | 21   |      |
|                | Aldo Bozzi         | 15 |                  |      |      |
|                | Luigi Mariotti     | 15 |                  |      |      |
|                | Paolo Rossi        | 11 |                  |      |      |
|                | Camilla Cederna    | 5  |                  |      |      |
|                | Umberto Terracini  | 4  |                  |      |      |
|                | Amintore Fanfani   | 2  |                  |      |      |
|                | Carlo Alfredo Moro | 2  |                  |      |      |
|                | Eleonora Moro      | 2  |                  |      |      |
|                | Benigno Zaccagnini | 2  |                  |      |      |
|                | Voti dispersi      | 14 |                  |      |      |
|                | Schede bianche     | 48 |                  |      |      |
|                | Schede nulle       | 2  |                  |      |      |

Poiché nessun candidato raggiunge il quorum richiesto, si procede al III scrutinio.
Tra i voti dispersi è presente un voto per Giuliano Vassalli.

### III scrutinio
Per la nomina è richiesta una maggioranza di due terzi dei 1011 membri dell'Assemblea.
| Dati votazione | Dati votazione       |    | Nome             | Nome | Voti |
| -------------- | -------------------- | -- | ---------------- | ---- | ---- |
| Presenti       | 983                  |    | Guido Gonella    | 351  |      |
| Votanti        | 983                  |    | Giorgio Amendola | 339  |      |
| Astenuti       | 0                    |    | Pietro Nenni     | 81   |      |
| Maggioranza    | 674                  |    | Aldo Bozzi       | 35   |      |
|                |                      |    | Luigi Condorelli | 25   |      |
|                | Ferruccio Parri      | 20 |                  |      |      |
|                | Luigi Mariotti       | 18 |                  |      |      |
|                | Benigno Zaccagnini   | 15 |                  |      |      |
|                | Paolo Rossi          | 10 |                  |      |      |
|                | Sandro Pertini       | 5  |                  |      |      |
|                | Camilla Cederna      | 4  |                  |      |      |
|                | Paolo Emilio Taviani | 3  |                  |      |      |
|                | Umberto Terracini    | 3  |                  |      |      |
|                | Amintore Fanfani     | 2  |                  |      |      |
|                | Carlo Alfredo Moro   | 2  |                  |      |      |
|                | Eleonora Moro        | 2  |                  |      |      |
|                | Arnaldo Forlani      | 2  |                  |      |      |
|                | Oscar Luigi Scalfaro | 2  |                  |      |      |
|                | Ines Boffardi        | 2  |                  |      |      |
|                | Antonio Giolitti     | 2  |                  |      |      |
|                | Voti dispersi        | 8  |                  |      |      |
|                | Schede bianche       | 48 |                  |      |      |
|                | Schede nulle         | 4  |                  |      |      |

Poiché nessun candidato raggiunge il quorum richiesto, si procede al IV scrutinio.

### IV scrutinio
Per la nomina è richiesta una maggioranza assoluta dei 1011 membri dell'Assemblea.
| Dati votazione | Dati votazione    |    | Nome             | Nome | Voti |
| -------------- | ----------------- | -- | ---------------- | ---- | ---- |
| Presenti       | 986               |    | Giorgio Amendola | 335  |      |
| Votanti        | 480               |    | Paolo Rossi      | 11   |      |
| Astenuti       | 506               |    | Norberto Bobbio  | 9    |      |
| Maggioranza    | 506               |    | Camilla Cederna  | 4    |      |
|                |                   |    | Sandro Pertini   | 4    |      |
|                | Gino Birindelli   | 3  |                  |      |      |
|                | Umberto Terracini | 3  |                  |      |      |
|                | Aldo Bozzi        | 2  |                  |      |      |
|                | Voti dispersi     | 8  |                  |      |      |
|                | Schede bianche    | 77 |                  |      |      |
|                | Schede nulle      | 4  |                  |      |      |

Poiché nessun candidato raggiunge il quorum richiesto, si procede al V scrutinio.

### V scrutinio
Per la nomina è richiesta una maggioranza assoluta dei 1011 membri dell'Assemblea.
| Dati votazione | Dati votazione  |    | Nome             | Nome | Voti |
| -------------- | --------------- | -- | ---------------- | ---- | ---- |
| Presenti       | 978             |    | Giorgio Amendola | 358  |      |
| Votanti        | 477             |    | Paolo Rossi      | 15   |      |
| Astenuti       | 501             |    | Gino Birindelli  | 6    |      |
| Maggioranza    | 506             |    | Sandro Pertini   | 6    |      |
|                |                 |    | Gustavo Selva    | 6    |      |
|                | Camilla Cederna | 4  |                  |      |      |
|                | Aldo Bozzi      | 3  |                  |      |      |
|                | Norberto Bobbio | 2  |                  |      |      |
|                | Titta Madia     | 2  |                  |      |      |
|                | Voti dispersi   | 4  |                  |      |      |
|                | Schede bianche  | 70 |                  |      |      |
|                | Schede nulle    | 2  |                  |      |      |

Poiché nessun candidato raggiunge il quorum richiesto, si procede al VI scrutinio.

### VI scrutinio
Per la nomina è richiesta una maggioranza assoluta dei 1011 membri dell'Assemblea.
| Dati votazione | Dati votazione       |    | Nome             | Nome | Voti |
| -------------- | -------------------- | -- | ---------------- | ---- | ---- |
| Presenti       | 954                  |    | Giorgio Amendola | 350  |      |
| Votanti        | 467                  |    | Paolo Rossi      | 13   |      |
| Astenuti       | 487                  |    | Sandro Pertini   | 10   |      |
| Maggioranza    | 506                  |    | Titta Madia      | 5    |      |
|                |                      |    | Paolo Baffi      | 2    |      |
|                | Norberto Bobbio      | 2  |                  |      |      |
|                | Damiano Della Chiesa | 2  |                  |      |      |
|                | Amintore Fanfani     | 2  |                  |      |      |
|                | Voti dispersi        | 3  |                  |      |      |
|                | Schede bianche       | 73 |                  |      |      |
|                | Schede nulle         | 3  |                  |      |      |

Poiché nessun candidato raggiunge il quorum richiesto, si procede al VII scrutinio.

### VII scrutinio
Per la nomina è richiesta una maggioranza assoluta dei 1011 membri dell'Assemblea.
| Dati votazione | Dati votazione    |     | Nome                 | Nome | Voti |
| -------------- | ----------------- | --- | -------------------- | ---- | ---- |
| Presenti       | 983               |     | Giorgio Amendola     | 357  |      |
| Votanti        | 547               |     | Aldo Bozzi           | 16   |      |
| Astenuti       | 436               |     | Paolo Rossi          | 15   |      |
| Maggioranza    | 506               |     | Camilla Cederna      | 4    |      |
|                |                   |     | Damiano Della Chiesa | 4    |      |
|                | Sandro Pertini    | 4   |                      |      |      |
|                | Umberto Terracini | 2   |                      |      |      |
|                | Voti dispersi     | 6   |                      |      |      |
|                | Schede bianche    | 136 |                      |      |      |
|                | Schede nulle      | 2   |                      |      |      |

Poiché nessun candidato raggiunge il quorum richiesto, si procede all'VIII scrutinio.

### VIII scrutinio
Per la nomina è richiesta una maggioranza assoluta dei 1011 membri dell'Assemblea.
| Dati votazione | Dati votazione    |     | Nome             | Nome | Voti |
| -------------- | ----------------- | --- | ---------------- | ---- | ---- |
| Presenti       | 979               |     | Giorgio Amendola | 358  |      |
| Votanti        | 545               |     | Paolo Rossi      | 17   |      |
| Astenuti       | 434               |     | Aldo Bozzi       | 15   |      |
| Maggioranza    | 506               |     | Camilla Cederna  | 4    |      |
|                |                   |     | Luigi Mariotti   | 4    |      |
|                | Umberto Terracini | 2   |                  |      |      |
|                | Voti dispersi     | 4   |                  |      |      |
|                | Schede bianche    | 142 |                  |      |      |
|                | Schede nulle      | 1   |                  |      |      |

Poiché nessun candidato raggiunge il quorum richiesto, si procede al IX scrutinio.

### IX scrutinio
Per la nomina è richiesta una maggioranza assoluta dei 1011 membri dell'Assemblea.
| Dati votazione | Dati votazione    |     | Nome              | Nome | Voti |
| -------------- | ----------------- | --- | ----------------- | ---- | ---- |
| Presenti       | 979               |     | Giorgio Amendola  | 358  |      |
| Votanti        | 545               |     | Paolo Rossi       | 17   |      |
| Astenuti       | 434               |     | Aldo Bozzi        | 12   |      |
| Maggioranza    | 506               |     | Giuliano Vassalli | 5    |      |
|                |                   |     | Camilla Cederna   | 3    |      |
|                | Angelo Bastiani   | 2   |                   |      |      |
|                | Gustavo Selva     | 2   |                   |      |      |
|                | Umberto Terracini | 2   |                   |      |      |
|                | Voti dispersi     | 12  |                   |      |      |
|                | Schede bianche    | 127 |                   |      |      |
|                | Schede nulle      | 4   |                   |      |      |

Poiché nessun candidato raggiunge il quorum richiesto, si procede al X scrutinio.

### X scrutinio
Per la nomina è richiesta una maggioranza assoluta dei 1011 membri dell'Assemblea.
| Dati votazione | Dati votazione |     | Nome              | Nome | Voti |
| -------------- | -------------- | --- | ----------------- | ---- | ---- |
| Presenti       | 939            |     | Giorgio Amendola  | 355  |      |
| Votanti        | 510            |     | Paolo Rossi       | 17   |      |
| Astenuti       | 429            |     | Aldo Bozzi        | 11   |      |
| Maggioranza    | 506            |     | Giuliano Vassalli | 4    |      |
|                |                |     | Vittore Branca    | 2    |      |
|                | Sandro Pertini | 2   |                   |      |      |
|                | Voti dispersi  | 10  |                   |      |      |
|                | Schede bianche | 106 |                   |      |      |
|                | Schede nulle   | 3   |                   |      |      |

Poiché nessun candidato raggiunge il quorum richiesto, si procede all'XI scrutinio.

### XI scrutinio
Per la nomina è richiesta una maggioranza assoluta dei 1011 membri dell'Assemblea.
| Dati votazione | Dati votazione    |    | Nome             | Nome | Voti |
| -------------- | ----------------- | -- | ---------------- | ---- | ---- |
| Presenti       | 925               |    | Giorgio Amendola | 355  |      |
| Votanti        | 505               |    | Paolo Rossi      | 21   |      |
| Astenuti       | 420               |    | Aldo Bozzi       | 10   |      |
| Maggioranza    | 506               |    | Vittore Branca   | 6    |      |
|                |                   |    | Luigi Mariotti   | 4    |      |
|                | Giuliano Vassalli | 4  |                  |      |      |
|                | Renato Balladrini | 3  |                  |      |      |
|                | Voti dispersi     | 9  |                  |      |      |
|                | Schede bianche    | 91 |                  |      |      |
|                | Schede nulle      | 2  |                  |      |      |

Poiché nessun candidato raggiunge il quorum richiesto, si procede al XII scrutinio.

### XII scrutinio
Per la nomina è richiesta una maggioranza assoluta dei 1011 membri dell'Assemblea.
| Dati votazione | Dati votazione    |     | Nome              | Nome | Voti |
| -------------- | ----------------- | --- | ----------------- | ---- | ---- |
| Presenti       | 935               |     | Giorgio Amendola  | 354  |      |
| Votanti        | 508               |     | Paolo Rossi       | 22   |      |
| Astenuti       | 427               |     | Aldo Bozzi        | 12   |      |
| Maggioranza    | 506               |     | Renato Ballardini | 4    |      |
|                |                   |     | Vittore Branca    | 4    |      |
|                | Giuliano Vassalli | 4   |                   |      |      |
|                | Voti dispersi     | 8   |                   |      |      |
|                | Schede bianche    | 101 |                   |      |      |
|                | Schede nulle      | 1   |                   |      |      |

Poiché nessun candidato raggiunge il quorum richiesto, si procede al XIII scrutinio.

### XIII scrutinio
Per la nomina è richiesta una maggioranza assoluta dei 1011 membri dell'Assemblea.
| Dati votazione | Dati votazione    |    | Nome                 | Nome | Voti |
| -------------- | ----------------- | -- | -------------------- | ---- | ---- |
| Presenti       | 935               |    | Giorgio Amendola     | 364  |      |
| Votanti        | 511               |    | Paolo Rossi          | 18   |      |
| Astenuti       | 424               |    | Aldo Bozzi           | 10   |      |
| Maggioranza    | 506               |    | Antonio Giolitti     | 9    |      |
|                |                   |    | Francesco De Martino | 4    |      |
|                | Luigi Mariotti    | 4  |                      |      |      |
|                | Aldo Sandulli     | 4  |                      |      |      |
|                | Renato Ballardini | 3  |                      |      |      |
|                | Amintore Fanfani  | 2  |                      |      |      |
|                | Voti dispersi     | 6  |                      |      |      |
|                | Schede bianche    | 88 |                      |      |      |
|                | Schede nulle      | 2  |                      |      |      |

Poiché nessun candidato raggiunge il quorum richiesto, si procede al XIV scrutinio.

### XIV scrutinio
Per la nomina è richiesta una maggioranza assoluta dei 1011 membri dell'Assemblea.
| Dati votazione | Dati votazione   |    | Nome                 | Nome | Voti |
| -------------- | ---------------- | -- | -------------------- | ---- | ---- |
| Presenti       | 922              |    | Giorgio Amendola     | 355  |      |
| Votanti        | 504              |    | Francesco De Martino | 19   |      |
| Astenuti       | 418              |    | Paolo Rossi          | 18   |      |
| Maggioranza    | 506              |    | Aldo Bozzi           | 9    |      |
|                |                  |    | Antonio Giolitti     | 6    |      |
|                | Bruno Lepre      | 3  |                      |      |      |
|                | Sandro Pertini   | 3  |                      |      |      |
|                | Amintore Fanfani | 2  |                      |      |      |
|                | Luigi Mariotti   | 2  |                      |      |      |
|                | Voti dispersi    | 10 |                      |      |      |
|                | Schede bianche   | 76 |                      |      |      |
|                | Schede nulle     | 1  |                      |      |      |

Poiché nessun candidato raggiunge il quorum richiesto, si procede al XV scrutinio.

### XV scrutinio
Per la nomina è richiesta una maggioranza assoluta dei 1011 membri dell'Assemblea.
| Dati votazione | Dati votazione   |    | Nome                 | Nome | Voti |
| -------------- | ---------------- | -- | -------------------- | ---- | ---- |
| Presenti       | 935              |    | Giorgio Amendola     | 347  |      |
| Votanti        | 529              |    | Francesco De Martino | 35   |      |
| Astenuti       | 406              |    | Paolo Rossi          | 15   |      |
| Maggioranza    | 506              |    | Aldo Bozzi           | 9    |      |
|                |                  |    | Antonio Giolitti     | 8    |      |
|                | Sandro Pertini   | 5  |                      |      |      |
|                | Amintore Fanfani | 3  |                      |      |      |
|                | Luigi Mariotti   | 3  |                      |      |      |
|                | Ugo La Malfa     | 2  |                      |      |      |
|                | Voti dispersi    | 9  |                      |      |      |
|                | Schede bianche   | 92 |                      |      |      |
|                | Schede nulle     | 1  |                      |      |      |

Poiché nessun candidato raggiunge il quorum richiesto, si procede al XVI scrutinio.

### XVI scrutinio
Per la nomina è richiesta una maggioranza assoluta dei 1011 membri dell'Assemblea.
| Dati votazione | Dati votazione   |     | Nome                 | Nome | Voti |
| -------------- | ---------------- | --- | -------------------- | ---- | ---- |
| Presenti       | 995              |     | Sandro Pertini       | 832  |      |
| Votanti        | 995              |     | Francesco De Martino | 9    |      |
| Astenuti       | 0                |     | Amintore Fanfani     | 7    |      |
| Maggioranza    | 506              |     | Giorgio Amendola     | 4    |      |
|                |                  |     | Normanno Messina     | 3    |      |
|                | Antonio Giolitti | 2   |                      |      |      |
|                | Ugo La Malfa     | 2   |                      |      |      |
|                | Paolo Rossi      | 2   |                      |      |      |
|                | Voti dispersi    | 7   |                      |      |      |
|                | Schede bianche   | 121 |                      |      |      |
|                | Schede nulle     | 6   |                      |      |      |

Risulta eletto: Sandro Pertini.